# Harriot Eaton Stanton Blatch
Harriot Eaton Stanton Blatch (Seneca Falls, 20 de gener del 1856 - Greenwich, 20 de novembre del 1940) fou una escriptora i sufragista estatunidenca.

## Biografia
Harriot Eaton Stanton era la sisena dels set fills de la dirigentsufragista Elizabeth Cady Stanton i de Henry Brewster Stanton, polític, periodista i abolicionista. Va nàixer a Seneca Falls (Nova York) i estudià en la Universitat Vassar, on llicencià en matemàtiques el 1878. Després d'estudiar un any a l'Escola d'Oratòria de Boston i viatjar per Europa, treballà amb la seua mare, amb Matilda Joslyn Gage i amb Susan B. Anthony per a completar History of Woman Suffrage (Història del sufragi femení) i col·laborà amb el capítol del segon volum de la història de l'American Woman Suffrage Association, rival de la National Woman Suffrage Association de Stanton i Anthony. Aquest gest ajudà a reconciliar les dues organitzacions.
El 1880-1881 va treballar com a tutora de xiquetes a Alemanya. En el viatge de tornada, va conéixer l'empresari anglés William Henry Blatch, Jr.(1) Es van casar el 1882 i durant vint anys van viure a Anglaterra, a Basingstoke, a Hampshire, on Harry era gerent de la fàbrica de cerveses de Basingstoke, John May & Co.
A Anglaterra es relacionà amb els cercles reformistes, sobretot amb els membres de la Fabian Society, entre ells el futur laborista Ramsay MacDonald, que arribaria a primer ministre, o amb el dramaturg George Bernard Shaw.
El 1894 es doctorà en la Universitat Vassar amb un estudi estadístic sobre les condicions de les dones treballadores en les zones rurals d'Anglaterra. En el cens del 1901, Blatch està registrada com a visitant de Haslemere, al comtat de Surrey, en una casa que formava part del moviment Haslemere Peasant Arts, un grup que promovia l'ensenyament de l'artesania a dones i xiquetes de les zones rurals. També col·laborà amb grups de reforma social anglesos, com ara la Women's Local Government Society, la Fabian Society i la Women's Franchise League, en què desenvolupà tècniques d'organització que després empraria als Estats Units.

### Campanyes de sufragi

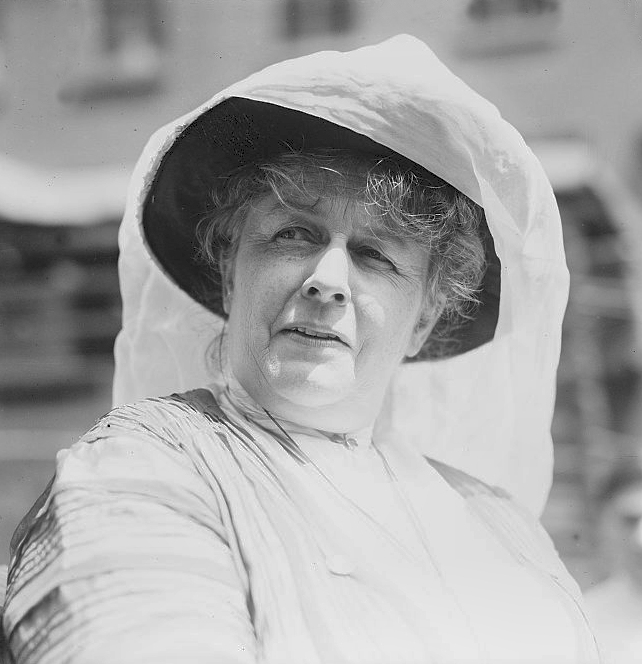
Harriot Stanton Blatch

El 1902 la família tornà als Estats Units i Harriot Blatch s'implicà en el moviment pel sufragi femení. Entrà en la Women's Trade Union League (Lliga Sindical de Dones) i en la National American Woman Suffrage Association; li va semblar, però, poc eficaç i massa preocupada en afers interns, així que, el 1907, fundà l'Equality League of Self-Supporting Women (més tard rebatejada com a Unió Política de Dones), que incorporà dones obreres atretes pel moviment del sufragi, una cosa que mai abans hauria ocorregut. La filiació principal de la lliga estava composta per 20.000 obreres i bugaderes del Lower East Side de Nova York. L'associació va pressionar amb èxit per una resolució d'igualtat salarial per a les mestres de Nova York.
Amb aquest grup, Blatch organitzà moltes reunions a l'aire lliure i la massiva desfilada a Nova York per la Cinquena Avinguda el 21 de maig del 1910, amb moltes obreres, fins i tot mentre continuava col·laborant amb dones prominents. Era capaç d'organitzar protestes de carrer mentre treballava expertament en la política de passadís per a neutralitzar l'oposició dels polítics demòcrates del Tammany Hall, que temien que les dones votassen a favor de la prohibició.
El 1910 el nom de l'organització canvià pel d'Unió Política de Dones. La Unió assolí una força política significativa i pressionà per una esmena constitucional de l'estat de Nova York pel sufragi femení, la qual cosa s'aconseguí al 1917 després que el Tammany Hall en relaxàs l'oposició. El 1916, la Unió Política de Dones de Blatch es va fusionar amb la Unió del Congrés d'Alice Paul i Lucy Burns, i esdevingué el Partit Nacional de Dones.
Durant els seus anys de defensa feminista, Blatch publicà Mobilizing Woman Power, una obra significativa per a les dones de tots els Estats Units en la reivindicació dels seus drets.

### Guerra i postguerra
El 1915, a la mort del seu marit, Harriot, per un accident, va recuperar la ciutadania estatunidenca. Del 2015 al 2017 viatjà a Anglaterra per a resoldre els seus assumptes. Al seu retorn, ja iniciada la Primera Guerra Mundial, fou oradora en cap de l'Administració d'aliments en Temps de Guerra i directora de l'Exèrcit Terrestre de Dones, que hi proporcionà mà d'obra agrícola.
Va escriure Mobilizing Woman Power el 1918, sobre el treball de les dones durant la guerra, instant les dones a "anar a treballar" i, el 1920, publicà A Woman's Point of View: Some Roads to Peace, en què adoptà una posició pacifista a causa de la destrucció de la guerra.
Després de l'aprovació de la Denovena esmena el 1920, Blatch entrà en el Partit Nacional de les Dones per a lluitar per l'aprovació de l'Esmena d'Igualtat de Drets, en lloc de la legislació protectora secundada per la Lliga Sindical de Dones. També formà part del Partit Socialista i la nominaren per a l'Auditoria de la Ciutat de Nova York i després per a l'Assemblea de l'Estat de Nova York, però no hi guanyà. Eventualment abandonà el partit, a causa del seu suport a la legislació protectora per a les treballadores. Durant la dècada del 1920, Blatch també treballà en nom de la Lliga de Nacions, i proposà millores per a les esmenes al Pacte de la Lliga.

### Darrers anys i mort
El 1939, Blatch es va fracturar un maluc i es va mudar a una llar d'ancians a Greenwich, Connecticut. La seua autobiografia, Challenging Years, escrita amb Alma Lutz, es publicà al 1940.
Va morir el 20 de novembre del 1940 a Greenwich.(1)

## Vida personal
Ella i William Henry Blatch, Jr., van tenir dues filles, la segona de les quals va morir als quatre anys. La primera filla, Nora Stanton Blatch Barney, continuà la tradició familiar com a sufragista i fou la primera dona estatunidenca que obtingué un títol d'enginyeria civil.(1)

## Publicacions
- History of Woman Suffrage (1881) col·laboració. Publicat en sis capítols de 1881 a 1922, per Elizabeth Cady Stanton, Susan B. Anthony, Matilda Joslyn Gage i Ida Husted Harper.
- Mobilizing Woman Power (1918).
- A Woman's Point of View: Some Roads to Peace (1920).